# Colonia Cosmopolita
Colonia Cosmopolita est une ville de l'Uruguay située dans le département de Colonia. Sa population est de 73 habitants.

## Infrastructure
Colonia Cosmopolita est situé près de la route nationale 1.

## Population
| Année | Population |
| ----- | ---------- |
| 1963  | 69         |
| 1975  | 65         |
| 1985  | 63         |
| 1996  | 77         |
| 2004  | 73         |

Référence,: